# Kamo (Niigata)
Kamo (加茂市 Kamo-shi?) es una ciudad ubicada en la Prefectura de Niigata, Japón. A 1  de julio de  2019, la ciudad tenía una población estimada de 25 971 habitantes en 10 270 hogares, y una densidad de población de 194 personas por kilómetro cuadrado. El área total de la ciudad era de 133,72 kilómetros cuadrados (51,6 mi²).

## Clima
Kamo tiene un clima húmedo (Köppen Cfa), caracterizado por veranos cálidos y húmedos e inviernos fríos con fuertes nevadas. La temperatura media anual en Kamo es de 12.6 °C (grados Celsius). La precipitación media anual es de 1978 mm (milímetros), con septiembre como el mes más lluvioso. Las temperaturas son más altas en promedio en agosto, de alrededor de 25.9 °C, y las más bajas en enero, de alrededor de 0.6 °C.

## Demografía
Según los datos del censo japonés, la población de Kamo ha disminuido constantemente en los últimos 40 años. 
| Año del censo | Población |
| ------------- | --------- |
| 1970          | 37 890    |
| 1980          | 36 706    |
| 1990          | 34 863    |
| 2000          | 33 085    |
| 2010          | 29 762    |

## Ciudades hermanadas
Kamo mantiene lazos de hermanamiento con tres ciudades: 
- Shima, Japón (1968).
- Zibo, China[6] (ciudad de la amistad desde el 21 de octubre de 1993).
- Komsomolsk-on-Amur, Rusia.